# Roth (Moselle)
Pour les articles homonymes, voir Roth.
Roth est un village et une ancienne commune de Moselle rattaché à Hambach entre 1790 et 1794.

## Géographie
Roth est un petit village français situé à l'est du département de la Moselle, au nord de Hambach, ville dont il dépend administrativement. La localité se trouve dans le bassin de vie Moselle-est.

## Toponymie
Désigne un endroit défriché (Rodung). 
Anciennes mentions : 1400 : Rode, 1544 : Rada, 1606 : Reda, 1779 : Rodt. 
Rot en francique lorrain.

## Histoire
Disputé entre l'Évêché et la Lorraine, il a été définitivement attribué au duché en 1400 ; à la fin du XVIIe siècle, il a fait partie de la principauté de Lixheim.
Sur le plan spirituel, était siège d'une cure de l'archiprêtré de Saint-Arnuald qui avait pour annexes les deux Hambach et Woustviller.
D'après Bouteiller, ce village a toujours fait communauté avec Hambach et n'aurait donc jamais été une commune indépendante. Cependant, l'EHESS-Cassini mentionne Roth comme étant une ancienne commune « réunie entre 1790-1794, à Hambach », mais sans aucun recensement de population.

## Économie
Un supermarché de la chaîne Super U se trouve au nord du village. Sa situation est un véritable atout pour la petite bourgade.

## Culture locale et patrimoine

### Lieux et monuments
- Église Saint-Vit. Clocher XIVe siècle.
- Réplique de la grotte de Lourdes en face du cimetière.

### Sobriquets
Die Currente Sänger (les chanteurs de cantiques ambulants). On appelait ainsi au temps de la Réforme, des protestants s’en allant chanter à travers le pays des chansons religieuses. Roth était de 1602 à 1623 une paroisse protestante. 
Die Rother Milchseggler (Milchsäckler) = ceux qui se remplissent le sac en vendant du lait. On racontait que les ménagères de Roth n’oubliaient jamais de traire leurs vaches jusqu’à la dernière goutte et de ne boire que du café noir, afin de pouvoir s’enrichir le plus rapidement en vendant leur lait. Cet argent gagné était gardé dans un sac à part, le Milchsäckel.